# Liên minh Dân chủ Campuchia
Liên minh Dân chủ Campuchia là một liên minh chính trị ở Campuchia được thành lập bởi 3 đảng phái chính trị, một trong số đó là Đảng Dân tộc Khmer của Sam Rainsy, Hoàng thân Norodom Ranariddh cũng có tham gia vào. Ba đảng phái chính trị đều cùng tham gia vào "Liên minh Dân chủ Campuchia". Nó được thành lập trong cảnh sống lưu vong vào năm 1997 sau một cuộc đảo chính. Các nhà lãnh đạo của ba đảng phái chính trị đã liên kết với nhau để lập nên Liên minh Dân chủ Campuchia gồm Đảng Sam Rainsy của Sam Rainsy, Đảng Dân chủ Tự do Phật giáo của Son Sann (hiện nay do Son Soubert lãnh đạo) và Đảng FUNCINPEC của Hoàng thân Norodom Ranariddh. Tuy nhiên từ cuối những năm 90 trở đi một đảng chính trị mới là Đảng Trung lập Khmer của Bou Hel và Ty Chhin đã trở thành một phần của liên minh này. Mục tiêu của liên minh là dân chủ, hòa bình và đòi chủ quyền của những gì mà họ xem như là lãnh thổ của Campuchia.